# 62-га армія (СРСР)
Шістдеся́т дру́га а́рмія (62 А) — загальновійськова армія у складі Збройних сил СРСР з 10 липня 1942 по 5 травня 1943. З 5 травня 1943 року перетворена на 8-му гвардійську армію.

## Командування
- Командувачі:
  - генерал-майор Колпакчи В. Я. (липень — серпень 1942)
  - генерал-лейтенант Лопатин А. І. (серпень — вересень 1942);
  - генерал-майор Крилов М. І. (вересень 1942);
  - генерал-лейтенант Чуйков В. І. (вересень 1942 — квітень 1943).